# Michael Angelo Batio
Michael Angelo Batio (pronuncia /ˈbætioʊ/), detto anche solo Michael Angelo (Chicago, 12 giugno 1956) è un chitarrista heavy metal statunitense.

## Biografia
Ha iniziato a suonare la chitarra a dieci anni. Ha frequentato la Northeastern Illinois University, ottenendo la laurea in teoria musicale e composizione. Ha fatto parte della band di Jim Gillette, in seguito diventati i Nitro, dal 1987 al 1992 e di nuovo dal 2016. Dal 2022 è il chitarrista dei Manowar.
È noto per le sue notevoli capacità tecniche sulla chitarra. Nel 2003, la rivista Guitar One lo ha messo al primo posto tra più veloci shredder di tutti i tempi, definendolo un capriccio della natura; più che un uomo, una macchina.

## Strumentazione
È l'inventore della quad guitar, una chitarra con quattro manici a stella, di cui i due inferiori a 6 corde e i due superiori a 7 corde. Tuttavia, l'unico esemplare di questo modello venne rubato durante un concerto; solo due quarti vennero rinvenuti sul mercato nel 2004, riconsegnati a Batio da un fan. Nel 2007 la Dean Guitars, sponsor del chitarrista, ha costruito una seconda quad guitar. Batio è anche inventore di alcuni sistemi elettronici per attenuare i disturbi in uscita dalla chitarra, che gli hanno permesso di ottere legati e tapping molto precisi.

## Discografia

### Con gli Holland
- 1985 – Little Monsters
- 1999 – Wake Up The Neighborhood

### Con i Nitro
- 1989 – O.F.R.
- 1991 – Nitro II: H.W.D.W.S.
- 1998 – Gunnin' for Glory

### Solista
- 1995 – No Boundaries
- 1996 – Holiday Strings - album di brani tradizionali del Natale

d
- 1999 – Tradition
- 2000 – Lucid Intervals and Moments of Clarity
- 2004 – Lucid Intervals and Moments of Clarity Part 2 - compilation
- 2005 – Hands Without Shadows
- 2007 – 2 X Again - compilation
- 2009 – Hands Without Shadows 2 – Voices
- 2010 – Backing Tracks - compilation
- 2013 – Intermezzo
- 2015 – Shred Force 1: The Essential MAB - compilation
- 2020 – More Machine than Man

### Altri album
- 1987 – Jim Gillette – Proud to Be Loud
- 1989 – Shout – In Your Face
- 2001 – Organ Donor – The Ultra-Violent
- 2005 – Katrina Johansson – Guitarsongs Volume 1 EP	(basso)
- 2006 – Code of Perfection – Last Exit for the Lost
- 2009 – Dirge Within – Force Fed Lies
- 2018 – Aeraco – Foxy Lady (singolo)

### Collaborazioni
- 2006 – Torture – Storm Alert (nel brano Dwell into Surreality)
- 2006 – Чёрный Обелиск – Когда-нибудь EP (nel brano Сон (alternative version))
- 2007 – Andrew W. Bordoni – Andrew Bordoni & Friends (nel brano It Came from Outer Space!)
- 2007 – David Shankle Group – Hellborn	Guitars (nel brano The Voyage)
- 2007 – Katrina Johansson – Love, Surrender, Forgiveness EP (basso nel brano K-9 Lullaby (Remix))
- 2009 – Shredding the Envelope – The Call of the Flames (nel brano Standstill and Scream)
- 2010 – Maxxxwell Carlisle – Speed Force (nel brano Axis Accelerator)
- 2012 – Sylencer – A Lethal Dose of Truth (nel brano Scream at the Stars)
- 2013 – Jacky Vincent – Star X Speed Story (nel brano Star X Speed)
- 2014 – Wayne Calford – Shred Alliance (nel brano Speed Thrills)
- 2014 – Andy Martongelli – Spiral Motion (nel brano Cyber-Hammer of the Gods)
- 2015 – Maxxxwell Carlisle – Visions of Speed and Thunder (nel brano Axis Accelerator)
- 2016 – Vivaldi Metal Project – The Four Seasons (nel brano Sun of God (Summer #1 - Allegro non molto))
- 2021 – FB1964 – German Steel (nel brano Trisomie XXI (Secrecy cover))
- 2021 – Obvurt – The Beginning EP (nel brano Obverted)
- 2021 – The Beast of Nod – Multiversal (nel brano Shredding of the Cosmos)